# 萏雷草属
萏雷草属（学名：Thuarea）是禾本科下的一个属，也称蒭雷草属，为多年生、匍匐草本植物。该属共有2种，分布于东半球热带地区。

## 下属物种
- 蒭雷草 Thuarea involuta (Forst. ) R. Br. ex Roem.